# Juan Jesús Gutiérrez Robles
Juan Jesús Gutierrez Robles (Málaga, 17 de fevereiro de 1980), também conhecido como Juanito, é um futebolista espanhol que atualmente joga pelo Málaga na primeira divisão espanhola, como zagueiro.
Já atuou em vários da Espanha como Aláves, Real Sociedad e Almería.